# Adam Barrett
Adam Nicholas Barrett (Dagenham, 29 novembre 1979) è un ex calciatore inglese, difensore.

## Palmarès

### Club

#### Competizioni nazionali
- Football League One: 1

Southend Utd: 2005-2006